# A voce alta - The Reader
A voce alta - The Reader (nell'originale in lingua tedesca: Der Vorleser) è il titolo di un romanzo di ispirazione autobiografica dello scrittore tedesco Bernhard Schlink, già docente universitario di diritto e magistrato, conosciuto soprattutto per i suoi romanzi di genere poliziesco.

## Best seller pluripremiato
Il romanzo è stato pubblicato in Germania nel 1995 e in Italia in prima edizione nella collana Elefanti di Garzanti Editore nel febbraio 1998; è stato poi pubblicato nuovamente in diverse ristampe fino alla nuova edizione nella Nuova Biblioteca Garzanti nel febbraio 2009, con traduzione e nota esplicativa finale di Rolando Zorzi.
L'edizione in lingua inglese negli Stati Uniti - censita fra i best seller del The New York Times - è andata in stampa nel 1997 nella traduzione di Carol Brown Janeway.
Divenuto un best seller, il libro ha vinto diversi premi fra cui l'Hans Fallada-Preis e il Welt Literaturpreis in Germania, il Premio Grinzane Cavour in Italia e il Prix Bataillon in Francia. Tradotto in trentasette lingue, è stato incluso nel curricula dei corsi organizzati nei college a proposito dell'Olocausto e della letteratura in lingua tedesca.
Ambientato nella città tedesca di Heidelberg (nel Baden-Württemberg), il libro è stato definito una sorta di parabola sul senso di colpa della Germania dell'era post-nazista in ordine alla Shoah, intrecciata ad una straordinaria storia d'amore.
Da esso è stato tratto nel 2008 il film drammatico-sentimentale The Reader - A voce alta, sceneggiato da David Hare e diretto da Stephen Daldry - interpretato da Ralph Fiennes e David Kross nei ruoli del protagonista Michael Berg da adulto e da adolescente e Kate Winslet, vincitrice nel 2009 dell'Oscar alla miglior attrice, come Hanna Schmitz, ex-kapò ad Auschwitz e misteriosa e più matura amante del giovane studente, figura dell'io narrante.

## Contenuto
Uno dei dilemmi del protagonista, Michael, nato nel 1943 e adolescente quando la seconda guerra mondiale era terminata da una dozzina di anni, è dato dalla presa di coscienza dell'evento Olocausto. Così riflette da adulto:
(pag. 120-121)
(nell'immagine: guardie femminili delle SS addette al campo di concentramento di Stutthof sottoposte a processo nella primavera del 1946)
Il romanzo affronta - partendo dalla relazione amorosa fra Michael (il Lettore/Reader del titolo) ed Hanna Schmitz - la difficoltà che le generazioni successive hanno avuto nel comprendere a pieno il senso dell'Olocausto. Ovvero, se l'origine di quell'evento e la sua portata possono essere adeguatamente trasmessi esclusivamente attraverso i media scritti e orali.
Questa domanda è sempre più al centro della letteratura sulla Shoah a far data dalla fine del XX secolo e l'inizio del XXI secolo, in coincidenza con l'affievolirsi della memoria viva dovuto all'ineluttabile trascorrere del tempo.

### L'antefatto
A differenza di quanto accade nel film di Daldry (dove i piani di narrazione sono sfalsati con il ricorso a frequenti flashback), nel romanzo la vicenda si dipana in ordine cronologico, prendendo le mosse nel 1958 con lo sviluppo della relazione sentimentale fra il quindicenne Michael Berg e la misteriosa Hanna, maggiore di lui di oltre vent'anni, addetta alla biglietteria sui tram di una città tedesca del dopoguerra (Heidelberg). La donna soccorre il ragazzo quando questi, tornando da scuola e avvertendo i primi sintomi dell'itterizia che lo ha colpito, viene colto da conati di vomito. Lo accompagna quindi a casa.
Trascorre del tempo e, una volta guarito, Michael ritorna da Hanna per ringraziarla dell'assistenza ricevuta: viene da questa sedotto e iniziato al sesso. Nasce così la relazione destinata a durare la successiva estate fino a quando, misteriosamente, Hanna fa perdere le sue tracce lasciando il modesto appartamento in cui viveva, il lavoro di controllore tranviario e cambiando città. Quello che è significativo di questa relazione, a parte il sesso, è la bramosia della protagonista di conoscere le letture scolastiche del giovane, tanto che dopo ogni amplesso lei lo pregava di leggergli a voce alta i capitoli delle opere che studiava a scuola.

### Il processo
Alcuni anni dopo, nel 1966, Michael, divenuto studente di legge, ritrova Hanna come imputata in un'aula di tribunale quale ex ausiliaria delle SS in un campo di concentramento satellite di Auschwitz, accusata della morte di oltre trecento ebree, bruciate vive nell'incendio di una chiesa durante una marcia della morte, reato per il quale viene condannata al carcere a vita. Alla donna e alle sue compagne la magistratura è risalita grazie ad un libro di memorie di una sopravvissuta ebrea.
L'evento oggetto dell'accusa è il ricovero di un gruppo di deportate ebree, che giunge a tarda sera di un giorno del 1945, a guerra quasi conclusa, presso il campo di concentramento ove prestava servizio Hanna. Le deportate, destinate ad altro campo, vengono alloggiate temporaneamente all'interno della chiesa del paese vicino per ordine dell'ufficiale delle SS preposto, il quale, fatto sbarrare il portone d'ingresso per impedire eventuali fughe, si allontana dal campo con altri colleghi per motivi di servizio, non senza aver prima ordinato alle ausiliarie di non aprire il portone per nessun motivo, altrimenti sarebbero state considerate responsabili di eventuali fughe. Nella notte un bombardiere alleato, rientrando dalla missione con ancora parte del carico di bombe incendiarie a bordo, le scarica dove capita e queste colpiscono proprio la chiesa che va in fiamme: solo l'apertura del portone del tempio consentirebbe alle sventurate di salvarsi dall'incendio, ma gli ordini sono stati di non aprirlo per alcun motivo. Le deportate rifugiate nella chiesa muoiono tutte tranne due: madre e figlia riusciranno a salvarsi e all'arrivo delle truppe alleate riusciranno a trasferirsi in Israele, di dove poi la giovane si stabilirà a New York, ove scriverà il suo libro sulla vicenda. L'indomani gli ufficiali responsabili del campo rientrano e pretendono dalle ausiliare un rapporto, che viene stilato da una di loro e consegnato ai superiori. Notizia dell'esistenza di questo rapporto giunge al processo. Hanna viene dapprima accusata di essere stata una convinta nazista, avendo ella lasciato un buon posto presso una compagnia telefonica, ove le era stato proposto un avanzamento, per aderire a un bando delle SS che cercavano ausiliarie. L'accusa chiede chi delle ausiliarie avesse redatto il rapporto il giorno successivo all'evento: siccome le ausiliarie erano di pari grado, la redazione del rapporto avrebbe indicato che l'autrice era comunque considerata "superiore" gerarchicamente alle altre e quindi responsabile di non aver consentito loro l'apertura del portone della chiesa per salvare le deportate dall'incendio. Due delle altre imputate accusano Hanna di essere lei l'autrice del rapporto e Hanna non solo non smentisce ma afferma di averlo scritto lei.

### La scoperta di Michael
Michael ricorda come alla donna piacesse ascoltare letture ad alta voce prima dei loro amplessi, in particolare opere letterarie classiche, come il poema omerico Odissea o novelle famose (nel film tratto dal libro viene ripetutamente citata La signora con il cagnolino di Anton Čechov); rammenta inoltre come il suo precipitoso abbandono del posto di lavoro ad Heidelberg fosse stato preceduto da una proposta di promozione dei suoi superiori (la promozione avrebbe comportato un'attività che implicava il saper leggere e scrivere, mentre per il controllo dei biglietti era sufficiente conoscere i colori che ne differenziavano la funzione) e capisce che Hanna porta con sé un segreto - quello del suo analfabetismo - che, ufficialmente risaputo nel processo, l'avrebbe scagionata dall'essere l'autrice del famigerato rapporto e quindi la responsabile gerarchica della decisione di tener chiuso il portone. Invece Hanna preferisce accusarsi di essere lei l'autrice piuttosto che rivelare il segreto di cui si vergogna. Viene così condannata a vita, mentre le colleghe sono condannate a pene lievi per aver solamente obbedito agli ordini. Il processo è ormai alla fine, Michael vorrebbe salvarla rivelando al giudice il segreto di Hanna, ma la cosa si rivela non fattibile, per problemi di procedura penale.

### Il carcere e il decesso
Michael decide quindi di aiutarla a imparare a leggere e scrivere. Così, per anni, egli legge a voce alta numerose opere letterarie, registrandole su un nastro, e invia ad Hanna nel carcere, opere e registrazioni. Hanna impara così a leggere e scrivere. Al momento della scarcerazione anticipata, disposta grazie all'esemplare condotta della condannata, Michael si premura di trovarle un lavoro ed un alloggio, la va a trovare spiegandole come fuori del carcere lei potrà vivere autonomamente e serenamente, ma la sera prima di uscire dal carcere Hanna si suicida in cella.

## Questione morale
Uno dei punti-cardine per la comprensione del romanzo è dato da un quesito di natura etica: se, cioè, sia corretto forzare la volontà di qualcuno pur nell'intento di arrecargli un aiuto. Nella vicenda narrata da Schlink la co-protagonista Hanna va incontro a una pesante condanna pur di non far conoscere la sua condizione di analfabeta, mentre il protagonista Michael sa che potrebbe forse "salvarla" se solo ammettesse al suo posto questo intimo segreto in grado di alleggerire la sua posizione di colpevolezza:
(pag. 113)

## Diorama letterario: guida alla lettura

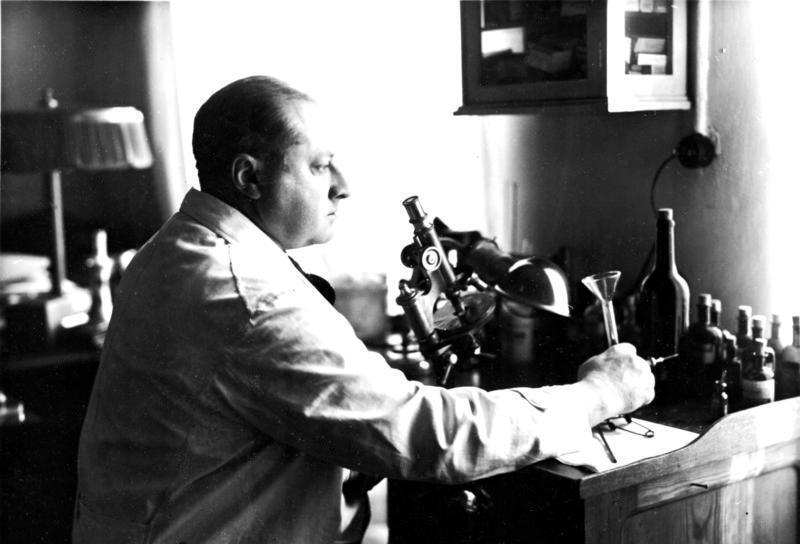
Il poeta Gottfried Benn: le sue poesie sono citate come fonte di lettura del protagonista di A voce alta - The Reader

La lettura come "magnifica ossessione" e, contestualmente, come strumento di espiazione e redenzione: questo finisce per essere, per il protagonista Michael (e per la co-protagonista Hanna) l'esercizio - che precede quasi sempre l'atto amoroso - della lettura "a voce alta" (con un "attore" che legge ed un'"attrice" che ascolta) dei testi più disparati.
Fra i volumi che scorrono fra le pagine di Michael adolescente - che li riprenderà in mano da adulto per inciderne su cassetta magnetica le registrazioni vocali - figurano diversi classici della letteratura, testi per lo più affrontati sui banchi di scuola. In primis l'Odissea, "trattata" nell'originale lingua greca e nella corrente (per Michael) lingua tedesca, e poi Guerra e pace di Lev Tolstoj, Vita di un perdigiorno di Joseph Freiherr von Eichendorff, le Catilinarie di Marco Tullio Cicerone, Emilia Galotti, dramma borghese in cinque atti di Gotthold Ephraim Lessing, Intrigo e amore di Friedrich Schiller (fonte di ispirazione per Giuseppe Verdi per la sua Luisa Miller), poesie di Rainer Maria Rilke e Gottfried Benn, racconti di Anton Čechov e Arthur Schnitzler e altre opere di Gottfried Keller, Max Frisch, Samuel Johnson, Ingeborg Bachmann, Jakob Michael Reinhold Lenz.

## Edizione di riferimento
- Bernhard Schlink, A voce alta - The Reader, Garzanti, Prima edizione nella Nuova Biblioteca Garzanti, febbraio 2009, ISBN 978-88-11-66613-4, traduzione di Rolando Zorzi